# Premi d'Honor Lluís Carulla
Premi d'Honor Lluís Carulla (vroeger: Premi d'Honor Jaume I) is een cultuurprijs die sedert 1977 elk jaar toegekend wordt aan personen of organisaties die door de kwaliteit van hun wetenschappelijke, culturele of maatschappelijke activiteiten hebben bijgedragen "tot het versterken van het nationale gemeenschapsbewustzijn en het gevoel te behoren tot de cultuur van de landen waar Catalaans gesproken wordt". Aan de prijs is een bedrag van 50.000 euro verbonden. Hij draagt de naam van Lluís Carulla i Canals (1904-1990), een industrieel en mecenas, stichter van de voedingsmultinational Agrolimen. Hij wordt door de gelijknamige stichting beheerd.

## Bekroonde personen en instellingen
- 1977: Josep Trueta i Raspall
- 1978: Ventura Gassol i Rovira, Institut d'Estudis Catalans
- 1979: Josep Maria de Casacuberta i Roger, Obra Cultural Balear
- 1980: Andreu Alfaro i Hernández, Abadia de Montserrat
- 1981: Joan Coromines i Vigneaux, Centre Excursionista de Catalunya
- 1982: Joan Triadú i Font, Centre de Lectura de Reus
- 1983: Oriol Martorell i Codina, Acció Cultural del País Valencià
- 1984: Miquel Coll i Alentorn, Orfeó Lleidatà
- 1985: Josep Benet i Morell, Teatre Lliure
- 1986: Avel·lí Artís i Gener, Escolania de Montserrat
- 1987: Raimon, La Bressola
- 1988: Pilar Malla i Escofet, Serra d'Or
- 1989: Eliseu Climent i Corberà, Federació Catalana d'Escoltisme
- 1990: Ramon Folch i Guillén, Orfeó Català
- 1991: Joan Fuster i Ortells, Associació Cultural Arrels
- 1992: Enric Casassas i Simó, Òmnium Cultural
- 1993: Pere Casaldàliga i Pla, Universitat Catalana d'Estiu
- 1994: Joan Ainaud de Lasarte, Josep Maria Ainaud de Lasarte, Comunitat cistercenca de Santa Maria de Vallbona de les Monges
- 1995: Antoni Maria Badia i Margarit, Dagoll Dagom
- 1996: Josep Laporte i Salas, El Temps
- 1997: Francesc Candel i Tortajada, Federació d'Associacions d'Escola Valenciana
- 1998: Josep Amat i Girbau, Col·lecció Clàssics del Cristianisme
- 1999: Ramon Sugranyes i de Franch, CIDOB
- 2000: Jordi Savall i Bernadet, Festival Internacional de Música de Cantonigròs
- 2001: Universitat de València
- 2002: Vilaweb
- 2003: Josep Maria Àlvarez
- 2004: Antoni Bassas i Onieva
- 2005: Coordinadora de Colles Castelleres de Catalunya
- 2006: Carme Ruscalleda
- 2007: Federació Llull
- 2008: Joan Font i Fabregó
- 2009: Fundació Joan Maragall Cristianisme i Cultura
- 2010: Fundació puntCAT[2]
- 2011: Isona Passola i Vidal[3]
- 2012: Joan Massagué i Solé